# Farmacia magistral

Mortero y pistilo: Símbolo de la botica.

Se conoce como farmacia magistral a la modalidad de la farmacia que comprende la preparación de los medicamentos en el momento en que los pacientes los solicitan o requieren, generalmente por prescripción, es decir, por medio de una receta médica hecha por el mismo médico, conocido antiguamente como magister, por lo que al producto preparado se le conoce como fórmula magistral.
Aún existen formularios en bibliotecas e Internet donde se pueden ver los ingredientes naturales o sintéticos con que se preparan los medicamentos.
La receta que expide el médico, aunque antiguamente la podían hacer odontólogos, veterinarios y parteras, lleva escrita la formulación con los ingredientes, su posología y la vía de administración. A la receta también se le conoce como fórmula magistral.
El farmacéutico, en la farmacia (en México se les sigue conociendo como boticas), utiliza sus conocimientos para preparar y dispensar el producto al paciente. Generalmente la formulación es individualizada. La efectividad de la preparación farmacéutica viene dada por la calidad de los ingredientes, que se encuentren en condiciones óptimas de almacenaje y que no sean demasiado antiguos como para que los principios activos se vuelvan inútiles. De este modo se garantiza una estrecha relación entre médico, farmacéutico y paciente.

## Estructura de la receta
En la receta aparecen los ingredientes según un orden establecido por lógica.
1. Base. Es el componente principal. Pueden ser varias drogas.
2. Coadyuvante. Es una sustancia auxiliar que permite una mejor acción del componente principal.
3. Correctivo. Se añade para enmascarar el sabor, o dar color a la formulación.
4. Vehículo o excipiente. Son sustancias para diluir el todo hasta un volumen o peso determinado. Cuando el producto terminado es un líquido, el diluyente se conoce como vehículo; si el preparado final es sólido o blando, se llama excipiente.[3]

Todo ingrediente empleado para crear la preparación magistral debe estar contenido en las farmacopeas del propio país.